# داء الكلية اللبي الكيسي
داء الكلية اللبي الكيسي (بالإنجليزية: Medullary cystic kidney disease أو MCKD)‏ هو مرض كلوي وراثي سائد يمتاز بتصلب أنابيب الكلية مما يؤدي إلى المرحلة النهائية من مرض الكلى. الأبحاث الحديثة وجدت أن التكيسات ليس لها دور في المرض، لذلك يقترح تسمية المرض بداء الكلية اللبي ليكون أدق. ومن المهم الملاحظة أن وجود التكيسات قد تؤدي إلى انكماش الكلية بخلاف داء الكلية متعددة الكيسات. هنالك نوعان من داء الكلية اللبي الكيسي هما النوع الأول (MKD1) والنوع الثاني (MKD2).

## العلامات والأعراض
من حيث علامات وأعراض مرض الكلية اللبي الكيسي، ليس من السهل تشخيص المرض، إضافة إلى أنه مرض غير شائع. في هذه الحالة، يحدث فقدان وظائف الكلى ببطء بمرور الوقت، ولكن يمكن ملاحظة العلامات والأعراض التالية في الشخص المصاب:
- العطاش
- سلس البول
- الوهن
- قلة الشهية
- الحكة
- آلام العظام
- الشحوب
- الغثيان

يصاب بعض مرضى داء الكلية اللبي الكيسي بالنقرس، وهي حالة يصاب فيها المرضى بألم شديد وتورم في إصبع القدم الكبير أو مفصل آخر مثل الركبة. في حال عدم علاجه، سيصبح مزمنًا ويؤثر على المفاصل في معظم الأحيان، بدلًا من أن يكون تواتره بشكل متقطع.

## التشخيص
يمكن تشخيص مرض الكلية اللبي الكيسي عن طريق الفحص السريري. الاختبارات الإضافية:
يمكن إجراء فحص دم روتيني يسمى كرياتينين المصل. الكرياتينين هو أحد نواتج تهدّم العضلات، إذ تضعف وظائف الكلى، وترتفع كمية الكرياتينين في الدم. وبالتالي، فإن معظم الأفراد المصابين ليس لديهم أعراض المرض، بل أعراض ارتفاع مستوى الكرياتينين في الدم.
الأفراد المصابون لديهم أيضًا ارتفاع في مستوى حمض البول في الدم. في داء الكلية اللبي الكيسي تواجه الكلى صعوبة في التخلص من حمض البول. يمكن معرفة ارتفاع مستوى حمض البول في الدم عند معايرته في الدم. يحدث النقرس بسبب ارتفاع مستويات حمض البول، وبالتالي غالبًا ما يعاني المرضى من النقرس.
عادةً ما تُظهر الموجات فوق الصوتية للكلى في هذه الحالة كلى عادية أو صغيرة الحجم (في بعض الأحيان توجد أكياس). ومع ذلك، نظرًا لوجود الأكياس في العديد من الأفراد الطبيعيين، فإن هذه الأكياس ليست مفيدة في تأكيد التشخيص، لذلك يمكن إجراء خزعة من الكلى لتحديد ما إذا كان الفرد مصابًا بهذا المرض أم لا. خزعة الكلى هي إجراء يُدخَل من خلاله إبرة في الكلى وتُزال قطعة صغيرة من أنسجتها. ثم يُفحص هذا النسيج تحت المجهر.
الاختبار التشخيصي النهائي لداء الكلية اللبي الكيسي من خلال تحليل الطفرات لجين UMOD ويمكن القيام بذلك عن طريق فحص الدم.

## العلاج
فيما يتعلق بعلاج مرض الكلية اللبي الكيسي، لا توجد حاليًا علاجات نوعية، ولا توجد أنظمة غذائية محددة معروفة من الممكن أن تبطئ سير المرض. ومع ذلك، يمكن التعامل مع علاج الأعراض على النحو التالي: استخدام الإرثروبويتين لعلاج فقر الدم، ويستخدم هرمون النمو عندما يحدث مشكلة في النمو. بالإضافة إلى ذلك، قد تكون هناك حاجة لعملية زرع الكلى في مرحلة ما. أخيرًا، يجب تقليل الأطعمة التي تحتوي على البوتاسيوم والفوسفات.

## الأبحاث
حدد علماء من معهد برود، وكامبريدج، وماساتشوستس السبب الجيني للمرض على أنه طفرات في جين MUC1.